# Robert Costa i Ventura
Robert Costa i Ventura (Girona, 6 de juny de 1994) és un futbolista català que juga al Club de Fútbol Lorca Deportiva com a defensa central.
Es va formar a la Masia del Barça des de 2006, com a defensa, procedent del Girona FC. Acabada aquesta etapa va romandre a les categories inferiors, passant de l'infantil B al FC Barcelona B, tot i que durant la temporada de 2013 a 2014 va ser cedit al CF Badalona.
El 2016 acabà el contracte amb el Barcelona i va passar al Celta de Vigo B, etapa durant la qual va patir una greu lesió al menisc que el va obligar a retirar-se temporalment.
L'any 2019 va fitxar pel Llevant UE. L'estiu de 2021 es parlava del seu traspàs al Lleida, però finalment va passar al Lorca Deportiva.